# Cose trasparenti
Cose trasparenti (Transparent Things) è un romanzo di Vladimir Nabokov, pubblicato per la prima volta in inglese nel 1972.

## Trama
Questo breve romanzo racconta la storia di Hugh Person, giovane correttore di bozze americano, e il ricordo dei suoi quattro viaggi in un piccolo villaggio in Svizzera nel corso di quasi due decenni, la prima volta da adolescente (in compagnia del padre), la seconda quando va a intervistare uno scrittore eccentrico di nome R. Nel terzo viaggio sono coinvolti tragedia, omicidio e follia. Infine, il quarto viaggio gli offre l'opportunità per riflettere sul suo passato turbolento.

## Edizioni italiane
- Cose trasparenti, trad. di Dmitri Nabokov, Milano: Mondadori (coll. "Scrittori italiani e stranieri"), 1975
  - stessa trad., Milano: Adelphi (coll. "Piccola biblioteca Adelphi" n. 360), 1995 ISBN 8845911780